# Almas Ordabajev
Almas Ordabajev (kazašsky Алмас Ордабаев, rusky Алмас Баймуханович Ордабаев; * 19. dubna 1938, Novosibirsk, SSSR) je kazašský architekt, grafický designér, historik hmotné kultury, profesor katedry architektury a designu Kaspické univerzity v Almaty.

## Život
Narodil se 19. dubna 1938 v Novosibirsku jako syn ekonoma Bajmuchana Ordabajeva. Od května 1938 žije v Almaty. Vysokoškolské vzdělání získal na fakultě architektury Vysoké školy polytechnické v Leningradu v letech 1955–1959 a na Kazašské polytechnické Vysoké škole v Almaty v letech 1960–1963. V roce 2007 obhájil disertační práci na téma "Historie architektury Kazachstánu od starověku do počátku dvacátého století" a obdržel titul Ph.D.
Od roku 1962 působil jako architekt v projektových ústavech "Kazgorstroyproekt" a "Almaatagiprogor", kde se vypracoval z pozice řadového architekta na hlavního architekta ateliéru. Jako autor i v rámci tvůrčích týmů navrhl více než 60 objektů, včetně obytné čtvrti "Samal" v Almaty, Náměstí Republiky v Almaty, Domu vědců v Almaty, Památníku Čerkasské obrany v okrese Almaty, Památníku obětem politických represí v Astaně, Památníku Anrahajské bitvy a několika rodinných domů.
V rámci památkové péče kazašského ministerstva kultury prováděl průzkumy památek na poloostrově Mangyšlak, v jižním a středním Kazachstánu, a také vedl průzkum a restaurátorské práce v komplexu Mauzolea Chodži Ahmeda Jásavího.
V letech 1965–1966 působil jako hlavní výtvarník pavilónu Kazašské SSR Výstavy úspěchů národního hospodářství (VDNCH) v Moskvě.
Působí jako architekt a vysokoškolský pedagog, zabývá se výzkumem v oblasti dějin kultury, architektury a designu. Vydal pět knih.
Realizoval projekty v oblasti environmentálního designu, designu interiéru, grafického designu, průmyslového designu, designu nábytku a módy. Navrhl design nejvyššího státního vyznamenání Republiky Kazachstán "Chalyk Kaharmany" (kazašsky "Халық Қаһарманы") a uniformu Národní gardy Republiky Kazachstán.
Podílel se na scénáři i jako odborný poradce několika hraných filmů ("Pohádka o krásné Ajslu", "Nomád", "Myn Bala", "Cesta za matkou" a další). Almas Ordabajev je také autorem a scenáristou čtyř dokumentárních filmů o historii kazašské kultury a architektury.
Více než 60 let se věnuje malbě a kresbě, zúčastnil se řady výstav v Almaty, Moskvě a Petrohradu.
Je ženatý, má dvě dcery: Džamilu Stehlíkovou a Alissu Ordabai.

## Dílo

### Realizované projekty autorské a týmové (výběr)
- Obytná čtvrť "Samal" v Almaty
- Náměstí Republiky v Almaty
- Dům vědců v Almaty
- Památník Čerkasské obrany v okrese Almaty
- Památník obětem politických represí v Astaně
- Památník Anrahajské bitvy
- Několik rodinných domů

### Knihy
- Dějiny kazašské architektury na počátku dvacátého století
- Kazašská jurta
- Kniha nomádů
- Kazašská tamga
- Kazašský ornament
- více než 70 vědeckých článků o kultuře, historii a teorii umění a architektury a o restaurování památek.

## Veřejné aktivity
- Sorosova nadace Kazachstán, v letech 1995-1996 ředitel
- Člen Metodické rady ochrany kulturních památek
- Člen představenstva Svazu architektů Kazachstánu v letech 1993-1997
- Viceprezident a člen představenstva Svazu designerů Kazachstánu od roku 1989
- Člen asociací a republikových výstav architektury, monumentálního umění a designu

## Vyznamenání
- Řád cti – Kazachstán
- Medaile Za vynikající práci
- Pamětní medaile 10. výročí hlavního města Astany[2]